# Serra de la Curna
La Serra de la Curna és una serra situada entre els municipis del Pont de Bar i de les Valls de Valira a la comarca de l'Alt Urgell, amb una elevació màxima de 1.917 metres.